# Штефанье
Штефанье (хорв. Štefanje) — община с центром в одноимённой деревне в центральной части Хорватии, в Беловарско-Билогорской жупании. Население общины 2030 человек (2011), население деревни Штефанье 336 человек. В состав общины кроме Штефанье входят ещё 8 деревень, причём две из них, Нарта и Ламинац, имеют большее население, чем центр общины.
Большинство населения общины составляют хорваты — 92,4 %, сербы насчитывают 6,2.
Населённые пункты общины находятся в равнинной местности к северу от региона Мославина. В 10 км к юго-западу расположен город Чазма, в 15 км к северо-востоку — Бьеловар. Через общину проходит автодорога D43 Иванич-Град — Чазма — Бьеловар. Через деревню Нарта протекает река Чесма, на которой организованы рыбоводческие пруды.
Церковь Святого Стефана была построена в Штефанье (получившим от этой церкви имя) в 1242 году. Во время турецкого ига церковь была разрушена, вновь выстроена после освобождения от турок между 1640 и 1650 годами.